# 齋藤良明慈縁
齋藤 良明慈縁（さいとう らみんじえん、SAITO Lamin Dieng、2000年7月26日 - ）は、ジャパンラグビーリーグワン静岡ブルーレヴズに所属するラグビー選手。

## プロフィール
- 東京都出身。
- ポジションはロック(LO)、フランカー(FL)。
- 身長 186 cm、体重 101 kg
- 父はセネガル人[1]。

## 来歴
2019年、目黒学院高校卒業後、東洋大学に入る。
2022年、東洋大学ラグビー部の主将に就任 して、チーム初大学選手権出場に貢献。
2023年1月、アーリーエントリーで静岡ブルーレヴズに加入。同年3月、東洋大学卒業。